# Goethestraße (Bozen)

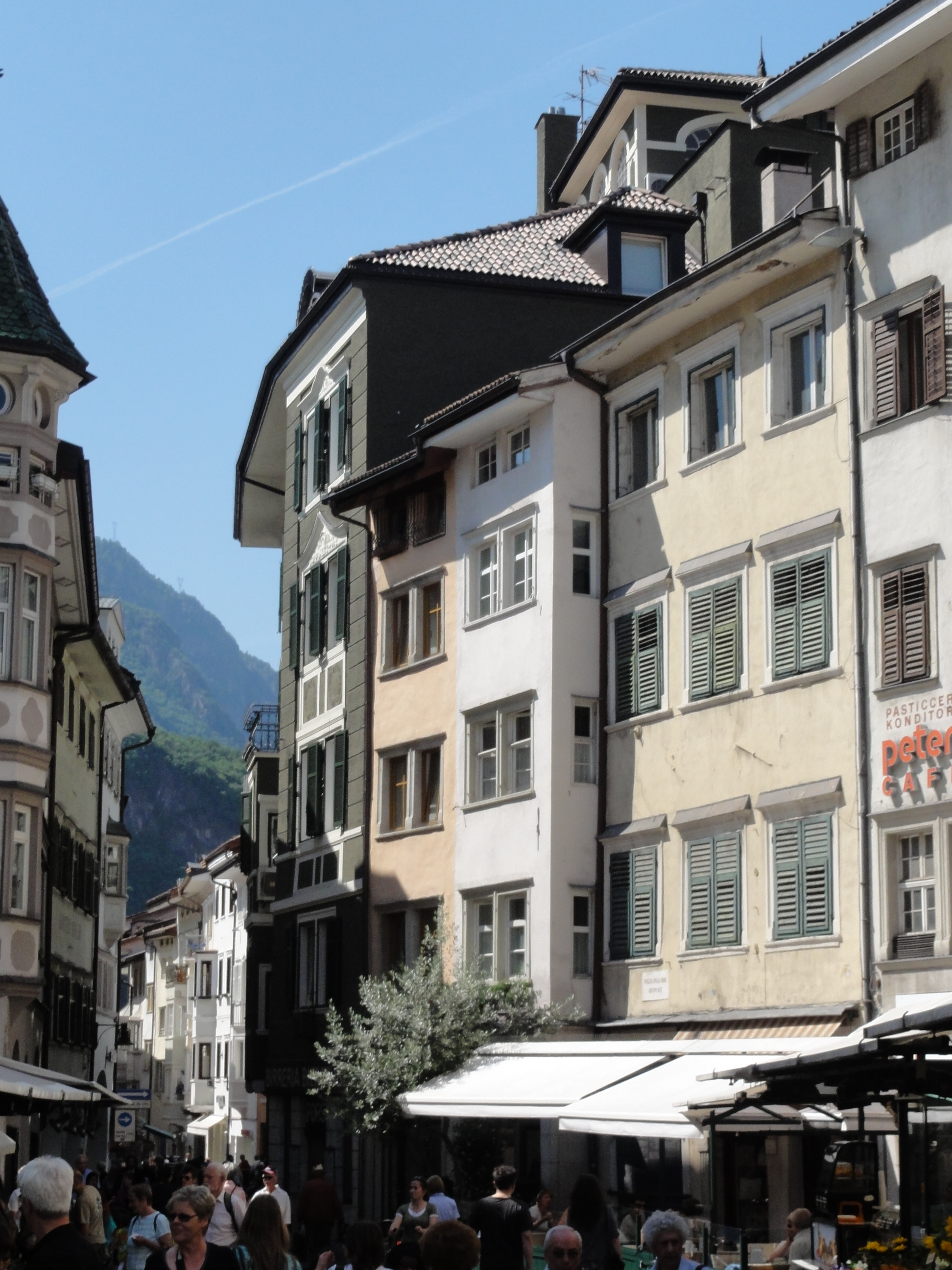
Nördlicher Beginn der Goethestraße in Bozen (gegen Süden)

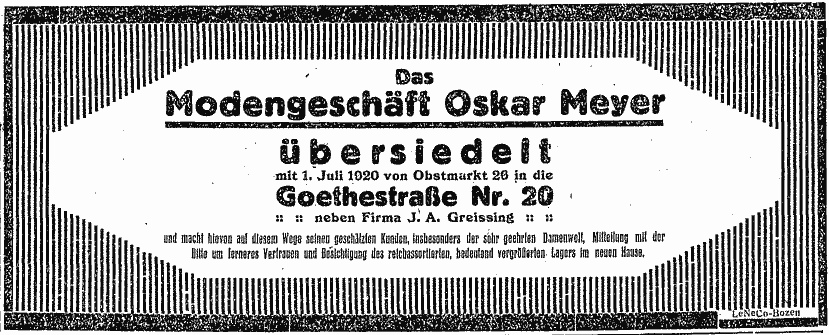
Anzeige mit Nennung der Goethestraße von 1920

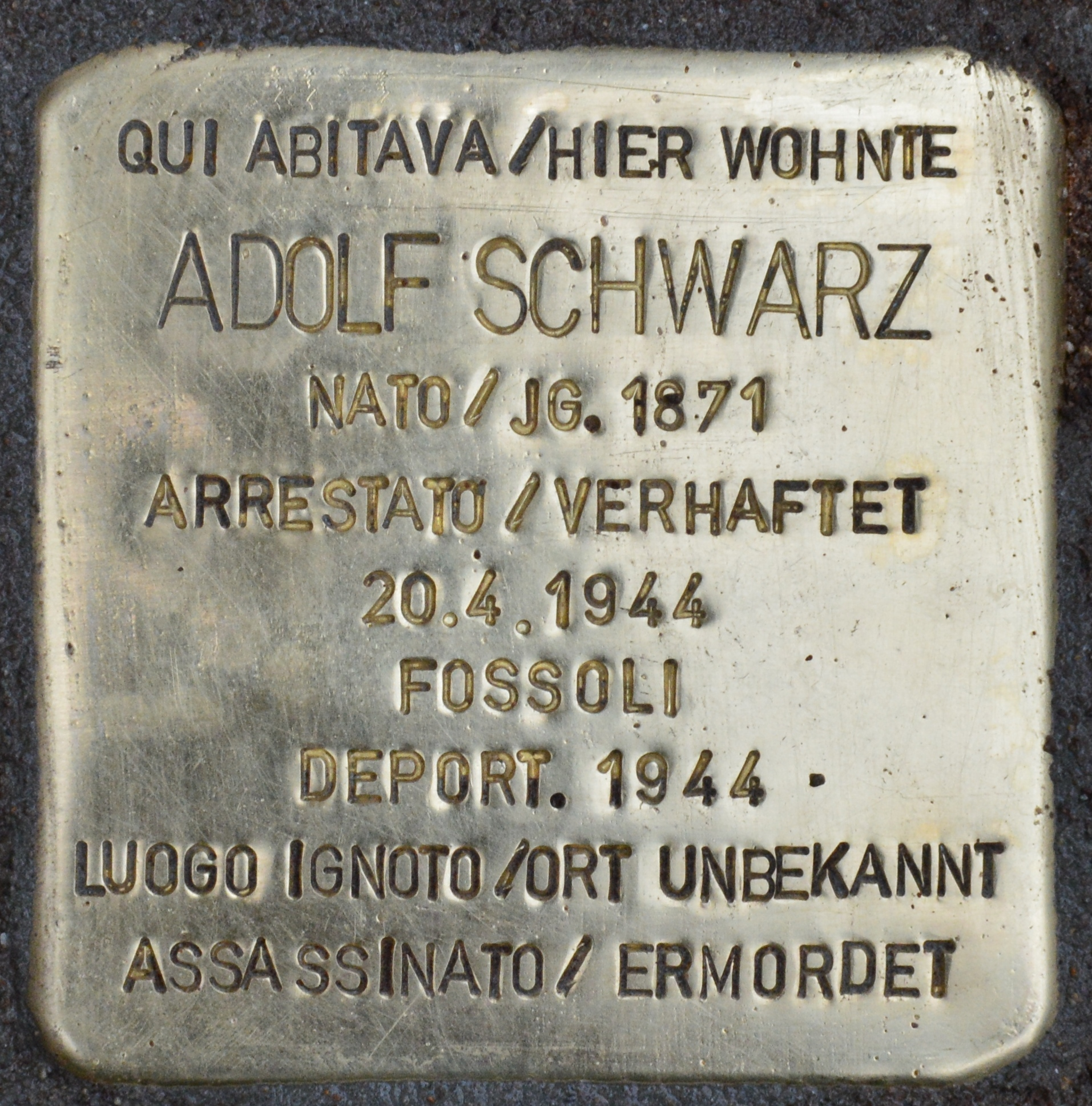
Stolperstein für Adolf Schwarz Ecke Goethe-/da-Vinci-Straße

Die Goethestraße (auch Johann-Wolfgang-von-Goethe-Straße; italienisch Via Goethe) ist eine Straße im altstädtischen Bereich der Südtiroler Landeshauptstadt Bozen. Sie ist nach Johann Wolfgang von Goethe benannt, der sich auf seiner Italienischen Reise im September 1786, sowie noch zweimal im Frühjahr 1790, in Bozen aufhielt.
Die Goethestraße ist seit dem 13. Jahrhundert bezeugt und führte ursprünglich den Namen Schustergasse und dann Predigergasse (nach dem nahegelegenen Dominikanerkloster). Der nördliche Abschnitt der Straße bzw. das südliche Ende des Obstplatzes wurden im 15. Jahrhundert auch als Hudergasse bezeichnet. In der Landgerichtsordnung von Gries-Bozen aus dem Jahr 1487 wird als für die untern Schuestergasz zuständiger Oberhauptmann, verantwortlich für das militärische Aufgebot, ein Hanns Seitz genannt.
1901 wurde die Straße zur Erinnerung an Goethes Bozener Aufenthalt umbenannt. Durch ihren Mittelabschnitt fuhr zwischen 1909 und 1949 die Straßenbahn Bozen.
Der in Nord-Süd-Richtung verlaufende Straßenzug nimmt seinen Ausgang am Südende des Obstplatzes und mündet auf den Dominikanerplatz mit der dortigen Dominikanerkirche. Über die heutige Kapuzinergasse war die alte Anbindung an die Eisackbrücke gegeben, so dass die Goethestraße ursprünglich Teil der überregionalen Route Richtung Brenner bzw. Trient und von mehreren Wirtshäusern gesäumt war. Noch heute rechnet der Gasthof Roter Adler (auch: Vögele) zu den bekanntesten Gastbetrieben Bozens. An der Ecke zur Mustergasse befindet sich das nach den Zerstörungen des Zweiten Weltkriegs wiedererrichtete Hofmann-Haus (heutiges Cafè).
An der Ecke zur Leonardo-da-Vinci-Straße wurde 2015 ein Stolperstein für das hier wohnhafte Holocaust-Opfer Adolf Schwarz (1871–1944) verlegt.
Die Goethestraße gehört zu Bozens Fußgängerzone.